# Zmago Jelinčič
Zmago Jelinčič Plemeniti (Maribor, 7 gennaio 1948) è un politico nazionalista sloveno di estrema destra.
È l'attuale presidente del Partito Nazionale Sloveno (Slovenska Nacionalna Stranka, SNS).
Si candidò alle elezioni presidenziali del 2002, ottenendo l'8,49% dei voti al primo turno e arrivando terzo su nove candidati. Si candidò anche alle elezioni presidenziali del 2007, finendo al quarto posto con quasi il 20% dei voti.